# 5 Andromedae
Ne doit pas être confondu avec Andromeda V.
Désignations
5 Andromedae (en abrégé 5 And) est une étoile jaune-blanc située dans la constellation d'Andromède. 5 Andromedae est sa désignation de Flamsteed, provenant du catalogue d'étoiles de l'astronome anglais John Flamsteed publié en 1712. L'étoile est faiblement visible à l'œil nu, ayant une magnitude apparente de 5,68. Basé sur un décalage annuel de la parallaxe stellaire de 29,12 mas, elle est distante de ∼ 112 a.l. (∼ 34,3 pc) de la Terre. Elle a un mouvement propre relativement élevé, avançant à travers la sphère céleste à la vitesse de 0,201 seconde d'arc par an.
5 Andromedae est une étoile jaune-blanc de la séquence principale de type spectral F5 V. Elle est estimée être âgée de 2,28 milliards d'années et tourne sur elle-même à une vitesse de rotation projetée de 9,7 km/s. L'étoile a 1,39 fois la masse du Soleil. Elle rayonne 5,6 fois la luminosité du Soleil à partir de sa photosphère avec une température effective d'environ 6 605 K.
5 Andromedae est la deuxième étoile d'un astérisme en forme de chaîne, qui se poursuit en direction du sud-est avec 7, 8 et 11 Andromedae, et qui se poursuit avec 3 Andromedae dans l'autre sens.